# KIDS=ZERO キッズ＝ゼロ
『キッズ＝ゼロ』（KIDS=ZERO）は、テアトルアカデミーが製作した、2014年公開の日本映画。
ヒーローの家系に育った子供たちが、『キッズ＝ゼロ』という戦隊を組んで、敵対する悪十字軍と戦う物語。
キャッチフレーズは「大人ヒーロー多忙につき……キッズ戦隊出動！」。

## ストーリー
ヒーローだった父親を戦闘で亡くし、その存在を嫌っていた陸が、ある日「英雄科」という特別クラスに編入されて『KIDS=ZERO』のイエローに選ばれる。
仲間の愛（10）は先祖代々から戦隊「レッド」の家系で、リーダーとしての役目を果たすべく奮闘するが、仲間からの反発によって自信を失ってしまう。
戦隊に亀裂が入った時、悪の集団『悪十字軍』は、力の源である「キューブ」を奪いに総攻撃を仕掛けてくる。

## キャスト

### キッズ＝ゼロ
- 天野零姫（キッズ＝レッド）：山岡愛姫
- 大島陸（キッズ＝イエロー）：田中理勇
- 海原魁晴（キッズ＝ブルー）：中野魁星
- 百山桃千代（キッズ＝ピンク）：石山イザリオン
- 緑川翠（キッズ＝グリーン）：山崎愛
- 柴田力斗（元キッズ＝イエロー）：富沢春斗

## 悪十字軍
- 美々：浅井星光
- ワルキング：脇知弘
- アッシュ：前田慎治
- アムスト：薗田法拳
- アクシス：喜屋武ちあき
- アンジェラ：ANGELLA

## 英雄学園
- 矢木誠：山口良一
- 伍代剛：加賀谷圭
- 渡嘉敷勝男：渡嘉敷勝男
- 真山麻衣子：丸山未那子
- 佐藤公孝：御来屋公

### 家族
- 大島空：中江翼
- 大島みさき：小島法子
- 大島陸（幼少期）：馬場康平

### 撮影隊
- 坂本太郎：坂本太郎
- 坂本騎士：小林騎士
- クマメンΣ：市原博
- 黒澤明夫：長谷隆弘
- 真藤真琴：遠藤真優

### 黒タイツ団
- 中村和之
- 松﨑イワオ
- 田中悠樹
- 早川勇平
- 横田梓
- 小森安希子

### 悪ガキ三人組
- 鶴来快斗
- 宮内雄輝
- 石川芽依

### ジョルダー選抜
- 内山翼
- 伊藤雛乃
- 武田聖真

### 英雄学園普通科Ｃ組
- 青柳伽奈
- 石山メリサ
- 市川優月
- 稲葉蘭奈
- 乾涼貴
- 岡田和志
- 河﨑瑠奈
- 菊地心寧
- 五味佳晃
- 齋藤恵美
- 澤村柚里佳
- 俵瑞姫
- 辻端優里
- 萩倉悠月
- 水野哲志
- 山田圭悟
- 横山陽紀
- 吉田百花

### 英雄学園芸能科英組
- 赤城くれあ
- 阿部智皓
- 石川丈琉
- 川上奏龍
- 河本彩夢
- 国村まい
- 小島愛彩
- 多賀蓮真
- 中上ゆめか
- 野村茉希
- 福田徠冴
- 溝川怜香
- 溝口拓生
- 渡邉陽詩
- 齋藤オリオン流

### ジョルダーＡＣ
- 荒井豊
- 伊藤遼人
- 今井稜久
- 宇都宮鈴奈
- 大西真由
- 大洞雄真
- 岡島遼太郎
- 尾形紗音
- 小川朱里
- 小澤知将
- 鬼澤夢弥
- 小野夏菜
- 金本勇樹
- 川尻竜正
- 北原十希明
- 桑原茉咲
- 古賀瑠
- 小林大悟
- 新堂結菜
- 杉浦樹子
- 堰沢結衣
- 髙木彩那
- 竹中友花
- 筒井咲妃
- 東海麗
- 外塚ゆう子
- 永尾鉄心
- 林一郎
- 平尾菜々花
- 廣瀨泰盛
- 堀内海有
- 森田月渚
- 山﨑翔太

## 制作

### スタッフ
- 製作：神野嘉文
- 企画：浅井武士
- プロデューサー：浅井星光
- 監督：須上和泰
- 脚本：村川康敏
- 音楽：後藤冬樹
- 撮影：道川昭如
- 照明：荒井保
- 録音：國分玲
- 編集：目見田健
- ヘアメイク：奥野展子
- 助監督：柿原 利幸
- ラインプロデューサー：奥野邦洋

### 製作
- テアトルアカデミー
- 娯楽TV

### 製作協力
- RHYTHM COLLECTION

## 受賞歴
- ジャパンアクションアワード 2015 ベストアクション作品賞[1]
- ジャパンアクションアワード 2015 アクション監督賞（浅井星光）
- ジャパンアクションアワード 2015 ベストアクション男優賞（中野魁星）